# Valeriana velutina
Valeriana velutina là một loài thực vật có hoa trong họ Kim ngân. Loài này được Clos miêu tả khoa học đầu tiên..